# بالمر هيلدبراند
بالمر هيلدبراند (بالإنجليزية: Palmer Hildebrand)‏ هو لاعب كرة قاعدة أمريكي، ولد في 23 ديسمبر 1884 في Johnsville, Ohio ‏ في الولايات المتحدة، وتوفي في 25 يناير 1960 في نورث كانتون في الولايات المتحدة.

## وصلات خارجية
- بالمر هيلدبراند على موقعبيزبول رفرنس.كوم (الدوري الرئيسي) (الإنجليزية)
- بالمر هيلدبراند على موقعبيزبول رفرنس.كوم (الدوري الثانوي) (الإنجليزية)